# Linus (conduttore radiofonico)
Linus, pseudonimo di Pasquale Di Molfetta (Foligno, 30 ottobre 1957), è un conduttore radiofonico e conduttore televisivo italiano, direttore artistico di Radio Deejay dal 1996. Dal 23 aprile 2020 è direttore editoriale del polo radiofonico del gruppo GEDI. È presidente di Elemedia dal 8 Maggio 2025.
Ha esordito come disc jockey e speaker radiofonico alla fine degli anni settanta lavorando in alcune emittenti di Milano e dintorni, fino ad entrare a far parte della squadra di Radio Deejay, voluto da Claudio Cecchetto, che lo ha lanciato anche a livello televisivo facendogli condurre la trasmissione di Italia 1 Deejay Television.
A partire dal 1996 è succeduto a Cecchetto in qualità di direttore artistico di Radio Deejay continuando a condurre la trasmissione del mattino Deejay chiama Italia, dalla quale è nato il sodalizio artistico con Nicola Savino, e la trasmissione serale Cordialmente insieme al gruppo musicale Elio e le Storie Tese. Per brevi periodi ha diretto anche Radio Capital e Radio m2o, e si è occupato del canale televisivo Deejay TV.
Nel corso della sua carriera ha condotto anche alcuni programmi televisivi per Italia 1 e Rai 2, ha curato alcuni progetti discografici e pubblicato cinque libri. 

## Biografia
Nato a Foligno da genitori originari di Canosa di Puglia, all'inizio degli anni sessanta si trasferì con tutta la famiglia a Paderno Dugnano. È il fratello maggiore di Albertino (pseudonimo di Sabino Alberto Di Molfetta), a sua volta disc jockey e conduttore radiofonico. Il nomignolo Linus gli fu dato a 10 anni da un suo professore di scuola media originario di Chieti. Dopo un primo matrimonio finito nel 1992, dal 2001 è sposato con Carlotta Medas, da cui ha avuto due figli, Filippo, il maggiore, nato nel 1996, e Michele, nato nel 2004.

### Gli esordi eDeejay Television
Ha iniziato a lavorare come disc jockey nel 1976, in alcune piccole radio locali dell'hinterland milanese: prima a Radio Hinterland Milano Due di Cinisello Balsamo, poi a Radio Music 100, Radio Montestella e a Radio Milano International (nota anche come Radio 101 One-o-One), oggi Radio R101. Dopo queste prime esperienze è approdato infine, nel 1984, a Radio Deejay, emittente nazionale creata appena due anni prima sulle frequenze di Radio Music 100 da Claudio Cecchetto che ne aveva acquistato le frequenze.
Oltre a condurre diverse trasmissioni in onda nel palinsesto di Radio Deejay, dalla fine degli anni ottanta ha debuttato anche in televisione conducendo su Italia 1 il varietà musicale del pomeriggio Deejay Television, legato all'emittente radiofonica, alternandosi con altre voci note della radio. Sempre su Italia 1 ha condotto anche l'anteprima del Festivalbar 1991 (con Federica Panicucci), Mitico! (1992), rubrica dedicata al mondo del cinema (in coppia con Vanessa Rossi), e nella stagione 1997/1998 la trasmissione domenicale Volevo salutare insieme al fratello Albertino e il PIM (Premio Italiano della Musica), dal 1995 al 2002.

### Deejay chiama Italia
Dal 1991 conduce Deejay chiama Italia, programma di punta della radio, ancora in onda dal lunedì al venerdì, nel quale è affiancato dal 1997 da Nicola Savino, già regista della trasmissione. Dal 1993 conduce inoltre, assieme agli Elio e le Storie Tese, il programma Cordialmente.

### La direzione artistica di Radio Deejay
Nel 1995, in seguito all'abbandono della radio da parte di Claudio Cecchetto e l'acquisizione dell'emittente da parte del Gruppo editoriale l'Espresso, è stato nominato direttore artistico di Radio Deejay, con la responsabilità quindi di scegliere le voci che affollano il network e comporne un palinsesto. Sotto la sua guida, l'emittente ha ottenuto importanti indici d'ascolto, con un picco di oltre due milioni di ascoltatori in più ottenuti nel 1999. Nel 2007, per breve tempo, è stato anche direttore artistico di Radio Capital e Radiom2o, sempre facenti parte del gruppo Elemedia.
Nel corso degli anni duemila ha proseguito la sua attività di pari passo con quella della radio, partecipando prevalentemente a progetti inerenti l'emittente del quale è direttore, curando anche un blog molto seguito sul sito web dell'emittente. Ha recitato nel film tv Natale a casa Deejay del 2004, trasmesso su Canale 5 e diffuso in DVD, e ha curato l'emittente televisiva acquistata nel 2006 da Elemedia, All Music, diventata in seguito Deejay TV, portando il suo show radiofonico anche in diretta televisiva. Si è comunque concesso sporadiche apparizioni anche sulla RAI, dove ha condotto insieme a Paola Ferrari Notti Europee: I figli di Eupalla, talk show sul Campionato europeo di calcio 2004 (Rai 2) e il programma di seconda serata Il grande cocomero (sempre Rai 2, 2013). È stato inoltre tra gli autori dello show di prima serata di Adriano Celentano 125 milioni di cazzate. Nel 2014, inoltre, ha commentato la finale dell'Eurovision Song Contest insieme a Nicola Savino, annunciando i voti assegnati dall'Italia.
Ha curato anche diverse raccolte di compilation musicali, tra le quali la serie "10 e lode"; nel 2002 è stato protagonista di un progetto musicale intitolato Accetta il consiglio, adattamento musicale (su una base curata da Alex Farolfi) del monologo finale del film The Big Kahuna, diretto da John Swanbeck nel 1999 e a sua volta ispirato ad un articolo del Chicago Tribune, pubblicato nel 1997, intitolato Wear Sunscreen (e conosciuto anche come Sunscreen Speech). La voce narrante è quella di Giorgio Lopez, doppiatore italiano di Danny DeVito. La versione inglese è stata adattata in musica da Baz Luhrmann e recitata da Lee Perry.
Appassionato di corsa, dal 2005 organizza le Deejay Ten, corse non competitive che si tengono annualmente in diverse città italiane e che recano il marchio Deejay. Nel 2010 ha inoltre pubblicato un libro sull'argomento, Parli sempre di corsa, pubblicato nel 2010 dalla Arnoldo Mondadori Editore; quest'opera si aggiunge al primo libro Linus chiama Italia, un estratto di aneddoti e curiosità legate alla sua trasmissione radiofonica uscito nel 1996, all'autobiografia E qualcosa rimane del 2004 e al terzo libro Qualcuno con cui giocare, del 2007. Dal 2009 ricopre la carica di presidente onorario della Milano City Marathon, la maratona milanese, della quale ha contribuito a ridefinire percorso, formula e calendario.
Dal 2014 è alla conduzione di una trasmissione radiofonica dedicata allo sport, Deejay Training Center, in onda la domenica a mezzogiorno e presentata insieme a Elena Casiraghi, Stefano Baldini e Davide Cassani.

### Il polo radiofonico e attività successive
Ad aprile 2020 viene nominato dal consiglio d'amministrazione di GEDI come direttore editoriale del polo radiofonico del gruppo, che comprende Radio Deejay, Radio m2o e Radio Capital, mantenendo comunque la direzione artistica di Radio Deejay.
Nel maggio 2024 si è esibito al teatro Alcione (Milano) con "Radio Linetti", uno spinoff di un'iniziativa intrapresa da Linus durante la pandemia. Successivamente Linus inizia un tour nei teatri.
Nel maggio 2025, Linus è stato nominato presidente di Elemedia, società che edita le radio e le tv del Gruppo Gedi. 

## Radio
- Deejay chiama Italia (Radio Deejay, dal 1991)
- Cordialmente (Radio Deejay, dal 1993)
- Deejay Training Center (Radio Deejay, dal 2014)

## Televisione
- Deejay Television (Italia 1, 1985-1990)
- Anteprima Festivalbar 1991 (Italia 1, 1991)
- Mitico! (Italia 1, 1992-1993)
- PIM - (Premio Italiano della Musica) (Italia 1, 1995-2002)
- Mezzanotte, angeli in piazza (Rai 1, 1996)
- World Food Day Concert (Rai 2, 1996)
- Volevo salutare (Italia 1, 1997-1998)
- Notti Europee: i figli di Eupalla (Rai 2, 2004)
- Deejay chiama Italia (All Music (2006-2009), Deejay TV (2009-2015,2018- ), Nove (2015-2017), DMAX (2017))
- Il grande cocomero (Rai 2, 2013)
- Eurovision Song Contest 2014 (Rai 2, 2014)

## Filmografia
- Blue Line, regia di Antonino Lakshen Sucameli (1995)
- Pecore in erba, regia di Alberto Caviglia (2015)
- Game Therapy, regia di Ryan Travis (2015)

### Televisione
- I Cesaroni, regia di Francesco Pavolini - serie TV, episodio: 3x29 (2009) - cameo

## Teatrografia
- Radio Linetti Live Tour (2024-2025)

## Opere
- Linus chiama Italia, Milano, Sperling & Kupfer, 1996. ISBN 88-200-2305-9.
- E qualcosa rimane, Milano, Arnoldo Mondadori Editore, 2004. ISBN 88-045-2743-9.
- Qualcuno con cui giocare, Milano, Arnoldo Mondadori Editore, 2007, ISBN 978-88-045-7328-9.
- Parli sempre di corsa, Milano, Arnoldo Mondadori Editore, 2010, ISBN 978-88-045-9682-0.
- Fino a quando, Milano, Arnoldo Mondadori Editore, 2020, ISBN 978-88-047-2513-8.